# باشت
باشت، مرکز شهرستان باشت در جنوب غربی استان کهگیلویه و بویراحمد  است. 
باشت از شهرهای تاریخی و باستانی ایران بوده که پیشینه آن به دوره عیلامی می‌رسد.
در سفرنامه ناصر خسرو از این شهر به اسم بست یا بشت یاد شده‌است. در دوره اخیر باشت دارای اولین مرکز اداری در آن ناحیه بوده‌است. قبل از تشکیل استان کهگلویه و بویراحمد باشت دارای مرکزیت اداری و انتظامی بوده‌‌است. بخشداری باشت درتابستان سال ۱۳۰۹ یعنی قبل از تاسیس شهرستانهای بزرگ استان کهگیلویه و بویراحمد : یاسوج مرکز استان کهگیلویه و بویراحمد ، گچساران و دهدشت تشکیل شده‌است.
این شهر از آب و هوای معتدل و کشاورزی و باغداری و دامداری برخوردار است. به نحوی که در دشت‌هایِ آن برنج نیز به وفور کشت می‌شد ولی در طول یک دهه گذشته با خشکسالی مواجه شد و در حال حاضر ذرت کشت می‌شود. شهرِ باشت دارای آب و هوای مدیترانه ای است.

## آثار تاریخی
یکی از آثار تاریخی شهرستان باشت دو ستون سنگی معروف به دو گور دوپا واقع در روستای شوش سفلی است. این اثر تاریخی در سال ۱۳۷۹ به شماره ۲۹۸۵ در فهرست آثار ملی ایران به ثبت رسیده‌است. بنا به روایتی این دو ستون باقی ماندهٔ آتشکده ای است که متعلق به قبل از اسلام بوده است.
حوزه تمدنی عیلامی
باشت شهری از حوزه ی تمدنی عیلام بود.
عیلام نام تمدنی است كه بخش بزرگی از جنوب غربی فلات ایران را در پایان هزاره سوم قبل از میلاد در بر می‌گرفت.
در سال ۲۷۰۰ پیش از میلاد، نخستین شاهنشاهی عیلامی در شوش (جنوب غربی ایران) تشكیل شد.
عیلامیان حدود ۲۶۶۱ سال در جنوب غربی ایران زندگی و حكومت می‌كردند.

## گردشگری

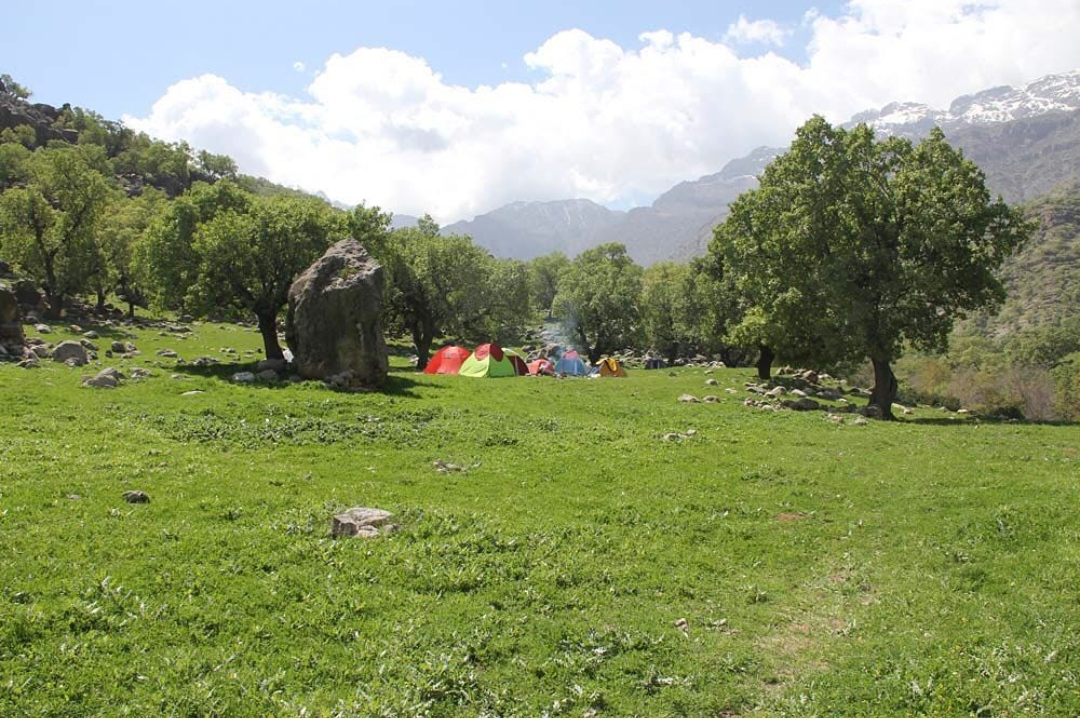
منطقه ی خومی

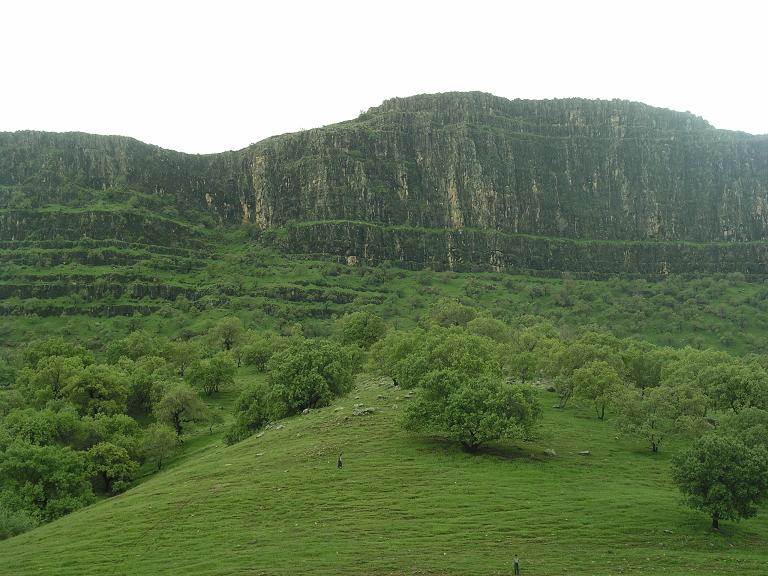
منطقه گردشگری شلالدون باشت

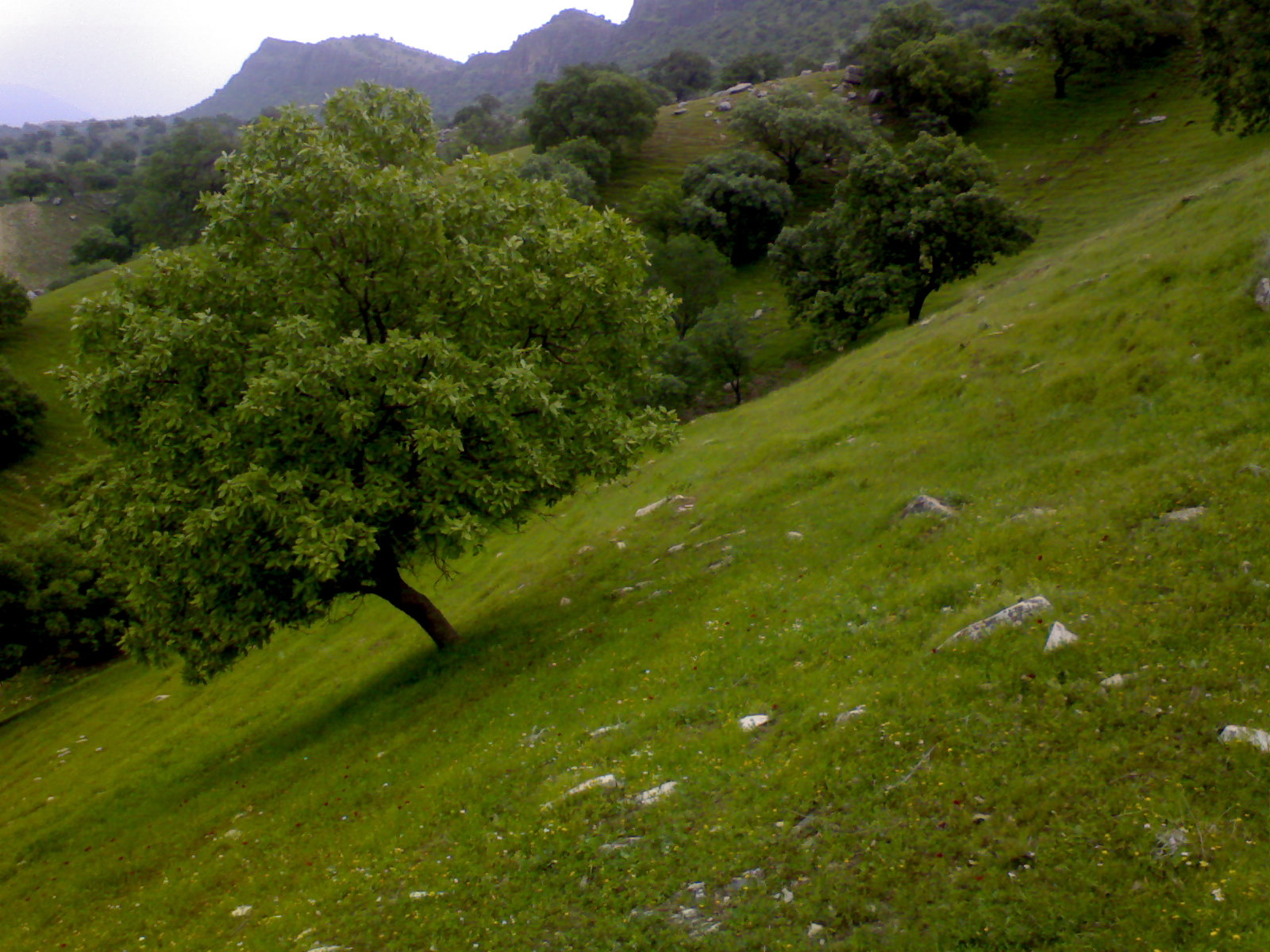
منطقه گردشگری شلالدون

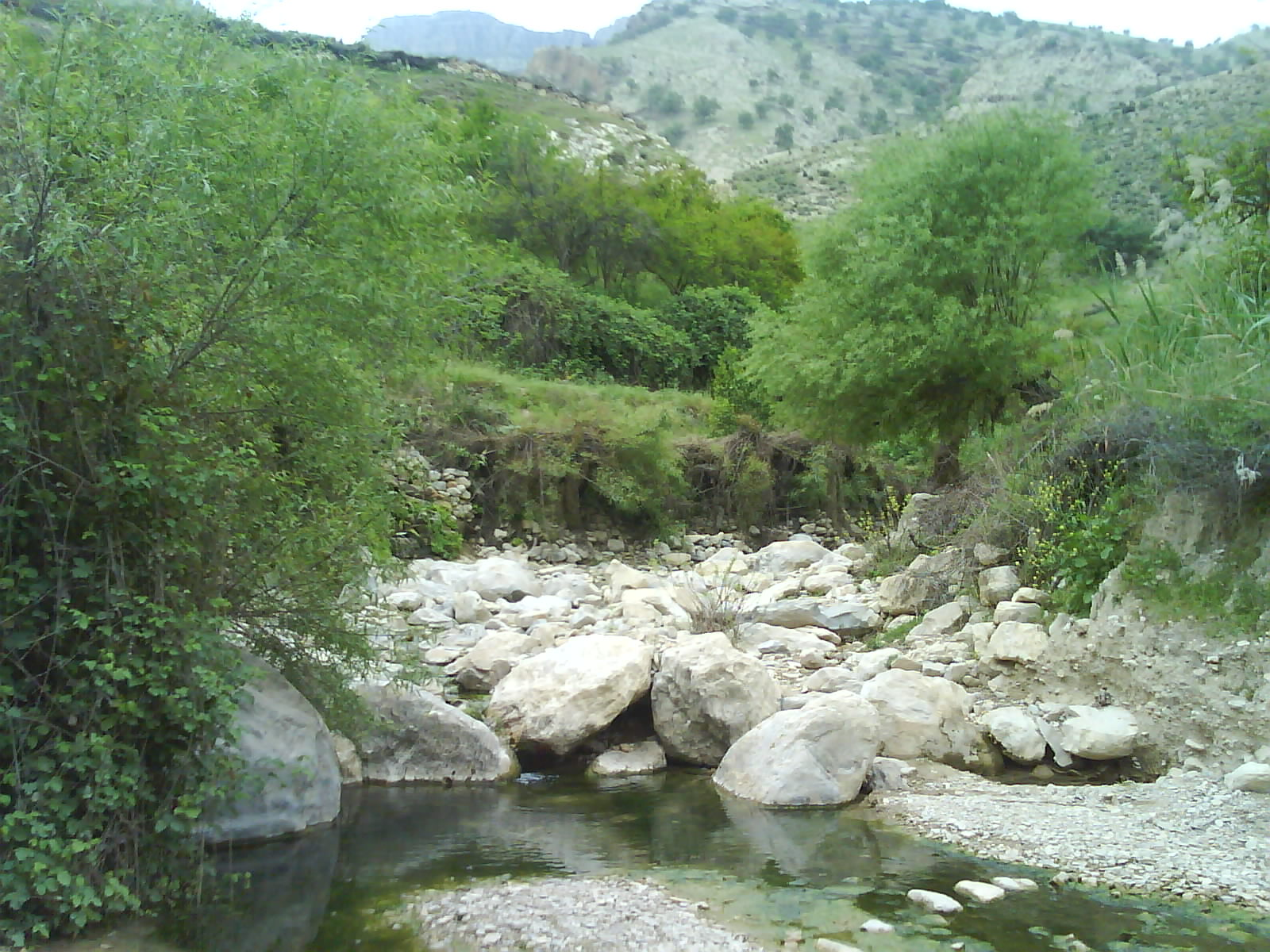
چشم‌اندازی زیبا در روستای نیمدور

از مناطق گردشگری باشت می‌توان  به روستای چاه تلخآب علیا ،رود رونه، روستای زیبای پلکانی (نیمدور) گورو(شادگان)،کوهسرک، آبشار گورو(شادگان)، گردنه زیبای شلالدون، مُزَک، سرابیز، کلگه امیشخی، رودخانه شاه بهرام، پزین، شوش، بایخون، آبدهگاه، پشت کوه، ماهور باشت ،  کوه خامی و کوه دلو نام برد.

### پارک تپه ای
بزرگترین پارک شهر باشت.

### پارک مرکزی
دومین پارک بزرگ شهر و با امکانات ترین پارک شهر باشت.

### پارک مالیات
سومین پارک بزرگ شهر باشت.

### پارک ساحلی
چهارمین پارک بزرگ شهر باشت.

### پارک آزادگان
پنجمین پارک بزرگ شهر باشت.

### پارک قاسم سلیمانی
ششمین پارک بزرگ شهر باشت.

### پارک باوی
هفتمین پارک بزرگ شهر باشت.

## مردم‌شناسی

### زبان
مردم باشت از قوم لر هستند و به زبان لری صحبت میکنند. زبان لری مردم کهگیلویه و بویراحمد تنها به استان خود محدود نمی شود بلکه به صورت رایج در غرب استان فارس و شمال بوشهر و جنوب شرق استان خوزستان تکلم می شود، و مردم این نواحی با مردم کهگیلویه و وبویراحمد از یک نژاد و قومیت می باشند.

### جمعیت
جمعیت این شهر در سال ۱۳۹۵، برابر با ۱۷۷۴۳ نفر بوده‌است، که بعد از یاسوج مرکز شهرستان بویراحمد، دوگنبدان مرکز شهرستان گچساران، دهدشت مرکز شهرستان کهگیلویه، لیکک مرکز شهرستان بهمئی ، چرام مرکز شهرستان چرام و لنده مرکز شهرستان لنده ، هفتمین شهر پرجمعیت استان کهگیلویه و بویراحمد میباشد.

## چهره‌های سرشناس
از چهره‌های معروف باشت می‌توان به اشخاص زیر اشاره کرد:
1. غلامرضا تاجگردون
2. رهام بخش حبیبی
3. علی صالحی

## بهداشت و درمان
تنها بیمارستان شهر باشت با نام بیمارستان شهدا در بلوار شفا این شهر قرار دارد.
شهرستان باشت از نظر بهداشت و درمان موقعیت خوبی دارد. شهر باشت مرکز این شهرستان دارای یک بیمارستان ۳۲ تختخوابی، یک درمانگاه تخصصی و یک مرکز بهداشتی و درمانی می‌باشد.

### بیمارستان
- بیمارستان شهدا

### درمانگاه ها
- درمانگاه (کلینیک) شهید تاجگردون (دولتی_خیرساز)

### مراکز بهداشتی درمانی
- مرکز بهداشتی درمانی شهید بهشتی